# Shanghai Challenger 2013
Lo Shanghai Challenger 2013 è stato un torneo di tennis facente parte della categoria ATP Challenger Tour nell'ambito dell'ATP Challenger Tour 2013. È stata la 10ª edizione del torneo che si è giocata a Shanghai in Cina dal 2 al settembre 2013 su campi in cemento e aveva un montepremi di $50,000.

## Partecipanti singolare

### Teste di serie
| Nazionalità   | Giocatore         | Ranking* | Testa di serie |
| ------------- | ----------------- | -------- | -------------- |
| Slovenia      | Blaž Kavčič       | 126      | 1              |
| Taipei cinese | Jimmy Wang        | 139      | 2              |
| Giappone      | Yūichi Sugita     | 148      | 3              |
| Giappone      | Tatsuma Itō       | 165      | 4              |
| Giappone      | Hiroki Moriya     | 181      | 5              |
| Cina          | Zhang Ze          | 182      | 6              |
| Tunisia       | Malek Jaziri      | 190      | 7              |
| Taipei cinese | Huang Liang-Chi   | 245      | 8              |
| Australia     | Benjamin Mitchell | 259      | 9              |

- Ranking al 26 agosto 2013.

### Altri partecipanti
Giocatori che hanno ricevuto una wild card:
- Bai Yan
- Ouyang Bowen
- Wang Chieh-Fu
- Wang Chuhan

Giocatori che sono passati dalle qualificazioni:
- Toshihide Matsui
- Nam Ji Sung
- Yasutaka Uchiyama
- Zhang Zhizhen
- Wang Riukai (lucky loser)

## Vincitori

### Singolare
Yūichi Sugita ha battuto in finale  Hiroki Moriya con il punteggio di 6–3, 6–3

### Doppio
Sanchai Ratiwatana /  Sonchat Ratiwatana hanno battuto in finale  Lee Hsin-han /  Peng Hsien-yin con il punteggio di 6–3, 6–4